# Il giardino profumato
Il giardino profumato (in arabo الروض العاطر في نزهة الخاطر‎?) è un manuale arabo relativo al sesso ed un lavoro della letteratura erotica del XV secolo. Il titolo completo è Il giardino profumato delle delizie sensuali (al-rawḍ al-ʿāṭir fī nuzhat al-khāṭir).
Il testo presenta opinioni relative alle qualità che uomini e donne dovrebbero avere per essere attraenti, fornisce consigli sulle tecniche sessuali, precauzioni relative all'igiene sessuale e rimedi per le relative malattie.

Elenca nomi per il pene e la vagina e comprende una sezione dedicata all'interpretazione dei sogni oltre a descrivere brevemente il sesso fra gli animali.

Intercalate fra questi argomenti, vi sono numerose storie divertenti.

## Storia
Secondo l'introduzione di Colville alla traduzione inglese, Muhammad ibn Muhammad al-Nafzawi scrisse Il giardino profumato presumibilmente fra il 1410 e il 1434.
Shaykh Nafzawī, il cui nome completo era Abū ʿAbd Allāh Muḥammad b. ʿUmar al-Nafzāwī, nacque nel Nefzawa, una regione dell'attuale Tunisia.

## Traduzioni

### 1886: traduzione inglese di Burton
Il libro divenne inizialmente noto nel mondo di lingua inglese grazie a una traduzione dal francese, del 1886, effettuata da Sir Richard Francis Burton. L'ultimo capitolo di questa traduzione rimase incompleto, apparentemente a causa del contenuto relativo alla omosessualità. Quando alla fine del 1890 Burton morì, egli stava lavorando a una nuova traduzione del manoscritto originale, completo del capitolo mancante, ma questa traduzione che avrebbe dovuto intitolarsi The Scented Garden non venne mai pubblicata poiché la moglie Isabel ne bruciò il manoscritto immediatamente dopo la morte di Burton.
Burton annota che considera Il giardino profumato paragonabile ai lavori di Pietro l'Aretino e di Rabelais, e al libro francese Amore coniugale di Nicolas Venette. Ciò che secondo Burton rende unico questo testo è "la serietà con la quale sono trattati gli argomenti più lascivi e osceni".

### 1976: traduzione francese di R. Khawam
Recente traduzione in francese di René Rizqallah Khawam, pubblicata nel 1976.

### 1999: traduzione inglese di Colville
Nel 1999 Jim Colville ha pubblicato la prima versione in inglese tradotta direttamente dall'originale arabo. Secondo Colville nella traduzione di Burton alcuni dettagli sono stati esagerati, sono stati aggiunti episodi di altre sorgenti non-arabe e il testo è in una prosa estranea allo stile originario, alterando e stravolgendo in molti casi il senso dell'opera originale.

## Lavori musicali ispirati al testo
Nel 1923 il compositore inglese Kaikhosru Shapurji Sorabji scrisse Le jardin parfumé: Poema per Piano Solo.